# نتاشا النبر
نتاشا مازن يوسف النبر (ولدت في 15 مارس 1995)، والمعروفة باسم نتاشا النبر، هي لاعبة كرة قدم أردنية تلعب في مركز الوسط لنادي شباب الأردن في الدوري الأردني للسيدات، كما تمثل منتخب الأردن للسيدات. وهي شقيقة ستيفاني النبر ويوسف النبر.

## الحياة المبكرة والمسيرة
ولدت نتاشا النبر في عمان، الأردن، في عائلة رياضية، حيث نشأت في بيئة مشجعة للرياضة، وخصوصًا كرة القدم، إذ إن شقيقتها الكبرى ستيفاني النبر هي لاعبة كرة قدم أردنية معتزلة، وكذلك شقيقها يوسف النبر لاعب كرة قدم معروف.

### المسيرة مع الأندية
لعبت نتاشا لصالح نادي شباب الأردن، أحد الأندية النسائية في الأردن.

### المسيرة الدولية
بدأت نتاشا النبر مسيرتها في الفئات العمرية للمنتخب الوطني الأردني، حيث لعبت لمنتخب الأردن تحت 14 وتحت 16 سنة، قبل أن تنضم للمنتخب الأول في عام 2009.